# 黑頭鷗
黑頭鷗（學名：Ichthyaetus melanocephalus）為鷗科漁鷗屬的一種中型鳥類。牠們主要生活在歐洲到北非一帶，包含整個地中海沿岸。是會遷徙的鳥類，在內陸或烏克蘭沿岸繁殖，到了冬季則移動到地中海或西班牙附近過冬。
牠們的特徵為繁殖季時明顯的全黑色頭部及近乎全白的身體，喙及腳部紅色；非繁殖季時則近乎全白，喙及腳部為深紅色至黑紅色。為雜食性，並可能與紅嘴鷗雜交產生混有兩者特色的後代。數量相當多，《國際自然保護聯盟瀕危物種紅色名錄》被列入無危物種，但仍受一定程度的威脅，並受多種條約保護。

## 物種命名
最初於1820年康拉德·雅各·特明克的書中被正式描述，並被歸於鷗屬下。近期被歸入漁鷗屬，但仍有一些機構仍將其維持其在鷗屬下。
屬名Ichthyaetus源自古希臘語的，意為「魚」，和，意為「鷹」。:224種小名melanocephalus是古希臘語的合成詞，由（指黑色）和（指頭部）組成，指其黑色的頭部。:246
目前沒有亞種分化，是單型種。遺鷗曾經被認為是同一物種的亞種，但後來被獨立。

## 形態描述
體長36—38公分，體重215—350公克；翼展長98—105公分，跗骨長4.57—5.47公分。壽命約15年，但可能會更久。
黑頭鷗是其是否在繁殖季時決定其主要的羽色。在繁殖季節時，頭部及後頸呈黑色，並有明顯的白色眼環；頭部以外的羽毛為白色或極淺的灰色，翼尖大部分為白色，僅最外側帶有部分黑色；鳥喙和腿紅色，喙上可能會額外帶有黑色的環帶；眼睛黑褐色，並有白色的眼臉及紅色眼圈。

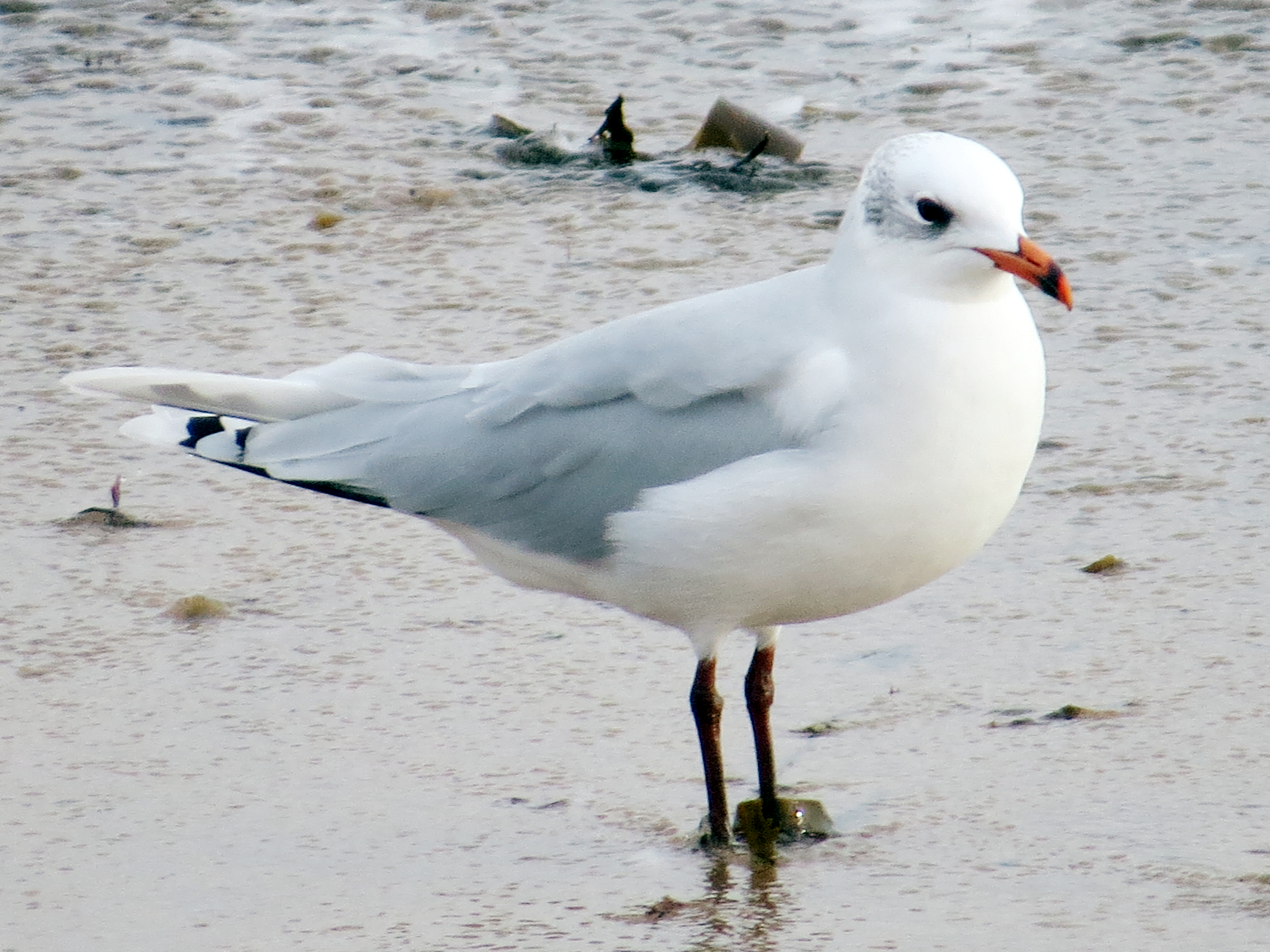
非繁殖季的黑頭鷗

非繁殖季節的成鳥頭部為白色，但仍可見其深灰色耳羽和頸部深色斑紋，翼尖白色，在遠處觀看時接近全白，而喙及腿部呈深紅色至黑紅色。

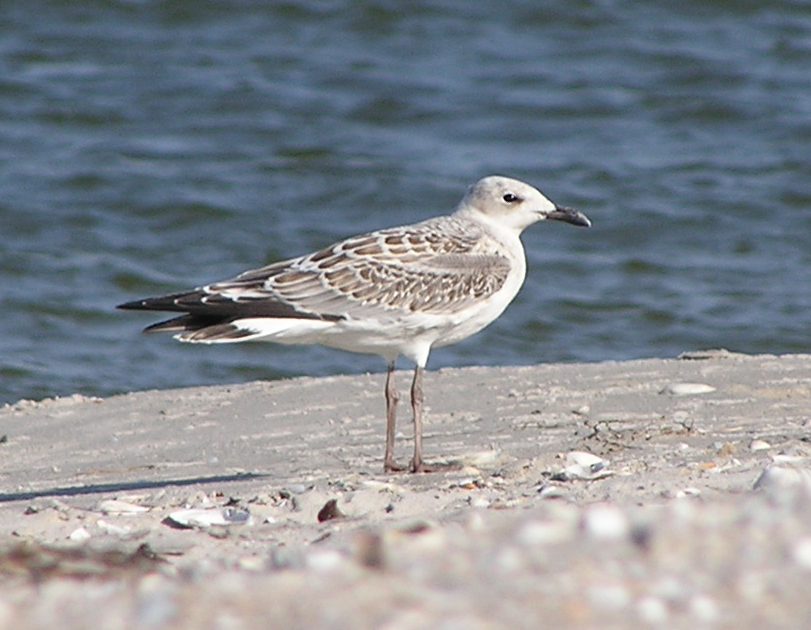
亞成鳥

第一年冬季的亞成鳥有較斑駁的褐色羽毛，翅膀上則有一塊明顯淺灰色區域，並在翅尖可見深色的初級及次級飛羽。與幼鳥相比開始可見有一條眼帶，喙偏深色但靠近基部的位置轉淺，而腿一樣是深色的。到了夏季時，可開始看到成鳥才有的黑色頭部，但不一定是完整的。第二年冬羽僅和成鳥差在飛羽外緣仍為深色的。到了第三年的冬天時才完全與成鳥無異。
幼鳥同樣帶有斑駁褐色羽毛，喙和腿呈黑色，並有相當不明顯的眼帶，整體就像是頭教方且腿較黑的普通海鷗幼鳥。
牠們繁殖季時的外觀與紅嘴鷗相似，但紅嘴鷗的頭是棕色的。而未成年的黑頭鷗也可能跟未成熟的普通海鷗長得像，但後者的背部明顯較灰黑。

## 棲息地與分佈
黑頭鷗主要在歐洲的淺水潟湖和沿海沼澤繁殖，大多分佈於烏克蘭的黑海沿岸，西歐較少，東南歐則較多。過去的統計有99%的個體分佈於蘇聯，並有90%位於烏克蘭聶伯河口的坦德羅夫斯基灣（Tendrovsky Bay）內，在歐洲的分佈較為零散。現在在英吉利海峽地區，數量正逐步增加。牠們最早會在6月後就陸續離開繁殖地點，大部分的群體會在10—11月時抵達越冬地。
在冬季，牠們會遷徙至地中海、黑海、北歐和北非的河口、海灘、湖泊、港口、海角等地過冬，並較少在內陸出現。主要是遷徙至西班牙加泰隆尼亞的聖喬治灣附近，在2005年—2009年間平均的過冬數量達41000隻。黑頭鷗會在3月左右開始離開並回到繁殖地。
牠們偏愛疏鬆植被，但通常會避免貧瘠沙地，並有一定程度上的環境適應性。

## 習性

### 食性
黑頭鷗是雜食性及腐食性，並依照不同時期會食用不同的食物。繁殖期時以食用昆蟲、腹足類為主，並搭配少量的魚類和齧齒動物。非繁殖期時，會攝取海洋魚類、軟體動物、昆蟲、蚯蚓、漿果、種子（如大麥、小麥、葵花的種子），甚至是廢棄物、污水和食物殘渣，且有可能為了食物飛到80公里外的地方覓食。被記錄到會飛到農田的犁後面追逐甲蟲的幼蟲吃。
覓食行為多元，黑頭鷗會從空中捕食、俯衝到水面上、在水邊啄食、游泳時撿食。

### 繁殖

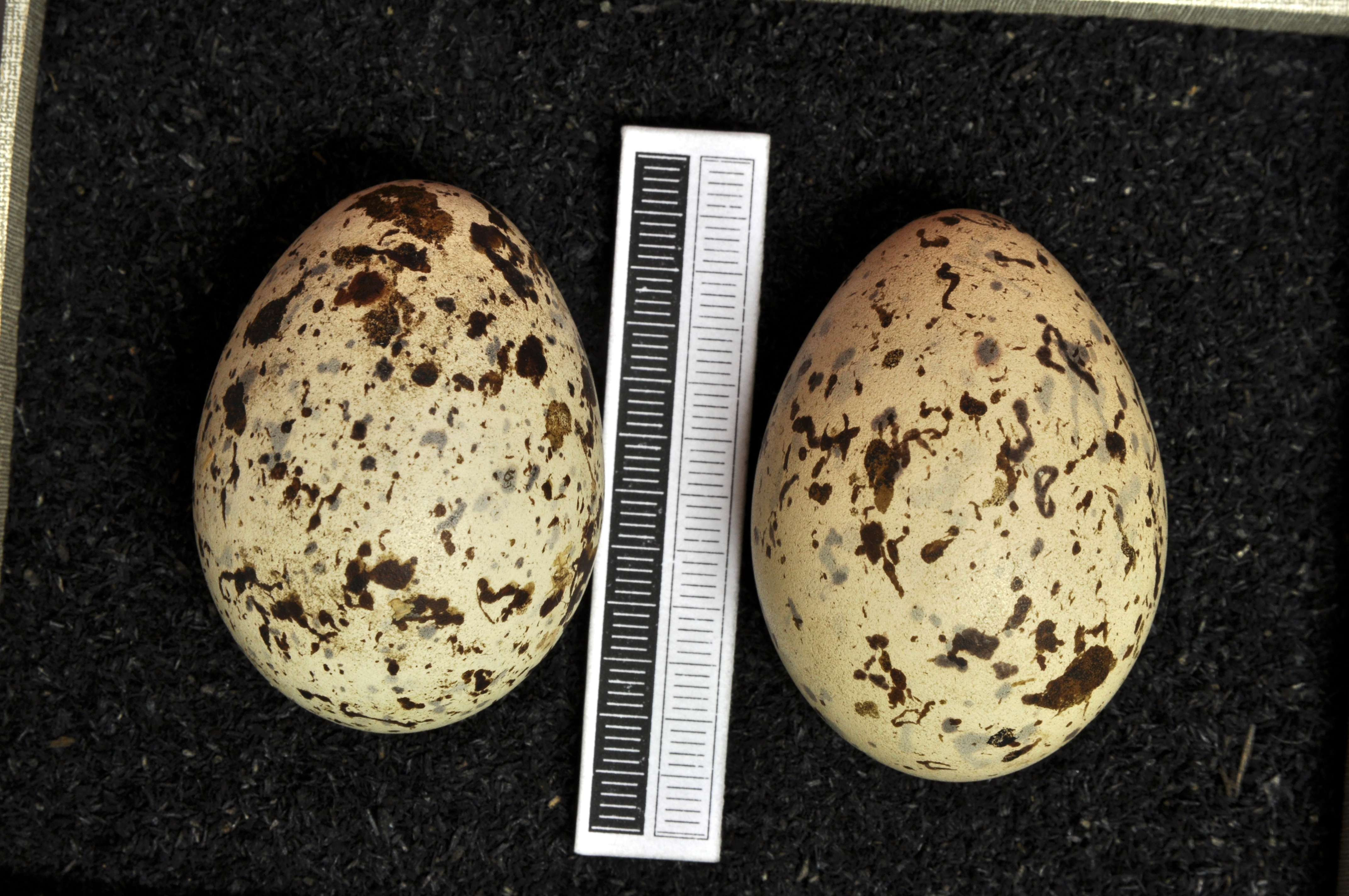
黑頭鷗的蛋

每年4月初時飛返繁殖地，在5—6月之間繁殖交配，以單配偶制為主。黑頭鷗的產卵時高度同步，產卵期僅有十天，在沙灘、礫石或沼澤地上，擁有稀疏植被、灌木叢的淺凹處以草建築鳥巢。巢相當密集，巢與巢之間距離大約60公分。
每窩生2—3顆卵，最多5顆。約23—26天後孵化，再35—40天後離巢，並在2—3歲時首次繁殖。
牠們常常與其他物種混群生活或繁殖，如紅嘴鷗和白嘴端鳳頭燕鷗。目前有記錄到黑頭鷗會與紅嘴鷗雜交，其後代同時帶有雙方的特徵。通常會與黑頭鷗較相似，但嘴巴較纖細，翅膀尖端較不圓滑，從下方觀察時沒有像紅嘴鷗那樣完全黑色的翅膀內側。

### 叫聲
其叫聲比普通海鸥還來的高，而比紅嘴鷗低。大多數的聲音只能在繁殖地上聽到，為有上下起伏的「ee-err ee-err」聲。飛行時則有「kyow」或者跟賊鷗相近的「jeeah」聲，聽起來會類似小狗的嗚咽聲。

## 天敵與威脅
黑頭鷗主要面臨的威脅是被天敵捕食或者被人類狩獵其蛋或鳥。
牠們對人為干擾相當敏感，在繁殖地常見被觀光客干擾造成大規模棄巢的情況，並有可能導致98%的鳥巢繁殖失敗。

## 保護狀況
黑頭鷗在2015年的估計有236000—656000隻，雖然數量正在下降，但數量仍有一定程度，故被評為無危物種。
目前有一個旨在保護沿海潟湖和三角洲鷗繁殖的保護計劃在進行，該計劃規劃並維護了數個適合鷗鳥繁殖並遠離人類干擾的地方，吸引牠們來繁殖。
- 《非歐亞遷移性水鳥協定》列表物種[15]
- 《保護野生動物遷徙物種公約》附錄二物種[16]
- 《伯恩歐洲野生物種保育和棲地公約（英语：Berne Convention on the Conservation of European Wildlife and Natural Habitats）》附錄二物種[8]
- 歐盟《鳥類指令（英语：Birds Directive）》附件一物種[8]

## 與人類的關係

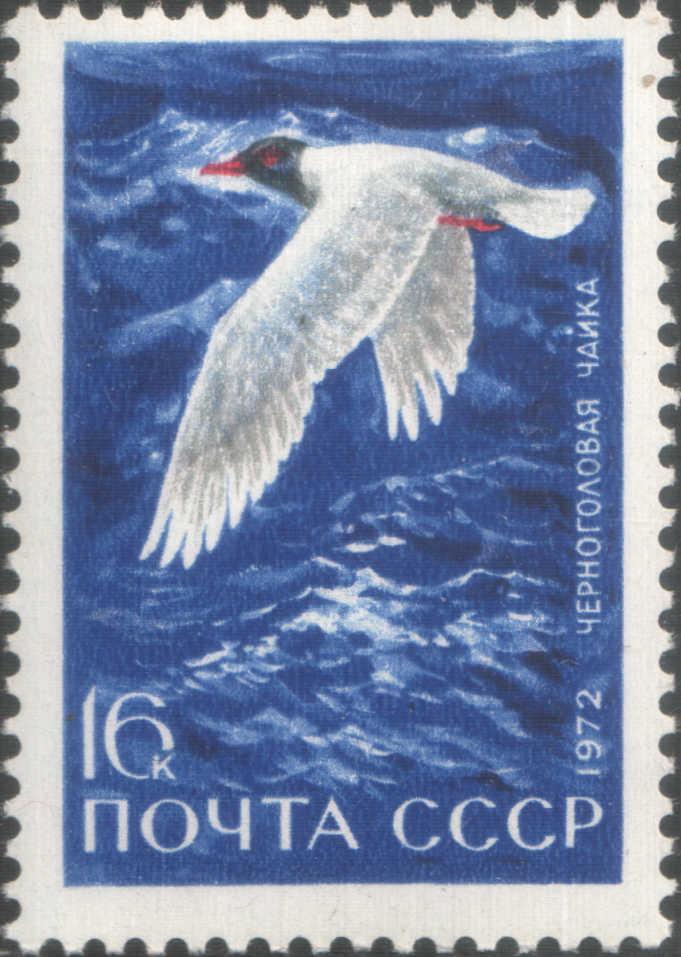
蘇聯1972年發行繪有黑頭鷗的郵票

其蛋跟其他鷗科成員一樣自古就是重要且免費的食物來源，在世界各地有著悠久而持續的歷史，並一度導致數量下降。:595現在多做為生物指標用以研究環境問題。:596

## 外部連結
- 维基共享资源上的相關多媒體資源：黑頭鷗
- 維基物種上的相關：黑頭鷗
- Xeno-canto上的黑頭鷗聲音紀錄 （页面存档备份，存于）